# 타이프 학살
타이프 대학살(아랍어: مجزرة الطائف) 또는 1924년 타이프 전투, 타이프 사건은 제2차 사우디-하심 전쟁의 첫 번째 전투이자 대학살 사건이다. 짧은 공방전 이후, 하심군이 도시를 포기하고 이븐 사우드가 지휘하는 이크완군이 도시를 점령했다. 이크완군은 도시의 시민들에게 분풀이를 했다. 이런 혈전 결과, 타이프 시민 300 ~ 400명이 학살당했다.
타이프가 함락된 이후, 사우디군은 메카로 향했다.

## 배경
타이프는 아랍 반란 시기 동안 1916년 9월 하심가가 이끄는 군대가 점령했으며, 나중에 헤자즈 왕국으로 병합되었다. 그러나, 하심군은 타이프를 오랫동안 점령하지 못했다. 헤자즈의 국왕 후사인 빈 알리와 네지드의 술탄 이븐 사우드간의 긴장상태가 고조됨에 따라, 얼마안가 유혈사태가 일어나고 만다. 둘 사이의 대립은 1919년 일시적으로 사그라들게 되었는데 이러한 적대 행위는 1919년 제1차 사우디-하심 전쟁의 휴전협정으로 임시로 그치게 되었다.

## 점령과 학살
1924년 8월 말, 술탄 빈 바자드와 칼레드 빈 루와이 지휘 하의 사우디 동맹 이크완군은 타이프를 공격할 준비를 했다. 도시는 왕의 아들인 알리 빈 후세인이 지키고 있었지만, 공포로 인해 자신의 군대와 함께 도망쳤다.
보호받지 못한 도시는 9월 3일 도시로 공세를 펼친 이크완군이 점령했다. 이후 벌어진 학살의 결과로 타이프 시민 약 300~ 400명이 사망했다.

## 여파
타이프 함락에 이어 사우디군이 메카, 메디나, 나중에는 지다를 점령하면서 1925년 12월 헤자즈 왕국은 붕괴하고 사우디의 정복이 끝나게 되었다. 1926년 이븐 사우드는 공식적으로 헤자즈의 새로운 왕으로 인정받았다. 이븐 사우드의 헤자즈 왕국 아래 타이프는 1932년 사우디아라비아 왕국으로 통일할 때까지 헤자즈 왕국이라는 이름이 계속 남아 있었다.

## 같이 보기
- 사우디아라비아의 역사